# Black Sails at Midnight
Black Sails at Midnight è il secondo album della band scozzese Alestorm.

## Tracce
1. The Quest – 4:56
2. Leviathan – 5:56
3. That Famous Ol' Spiced – 4:45
4. Keelhauled – 3:42
5. To the End of Our Days – 6:22
6. Black Sails at Midnight – 3:31
7. No Quarter – 3:02
8. Pirate Song – 4:02
9. Chronicles of Vengeance – 6:24
10. Wolves of the Sea – 3:33
11. Weiber Und Wein (Bonus Track) – 3:41
12. Heavy Metal Pirates (Bonus Track) – 4:24

## Formazione
- Christopher Bowes - voce, tastiere, tin whistle
- Gavin Harper - chitarra, scacciapensieri, tamburello basco
- Dani Evans - basso
- Migo Wagner - batteria

### Altri musicisti
- Ian Wilson - percussioni
- Lasse Lamert - vibraslap, tamburello basco
- Brendan Casey - basso